# Jacquotte Delahaye
Mlle Jacquotte Delahaye (Hispaniola, circa 1630 – 1663 circa) è stata una pirata bucaniere francese.
Oltre a Anne Dieu-le-Veut, Anne Bonny e Mary Read era una delle pochissime pirate e bucaniere del XVII secolo. Non ci sono fonti dell'epoca secondo cui Delahaye fosse una persona reale. Le storie delle sue imprese sono attribuite a Leon Treich, uno scrittore di narrativa francese degli anni '40.

## Biografia
Jacquotte Delahaye nacque nella parte occidentale dell'isola di Hispaniola (l'attuale Haiti) da padre francese e da una nativa haitiana di Hispaniola di origine taini che morì durante il parto di suo fratello che soffrì di un lieve ritardo rendendolo disabile. Jacquotte si prese cura totalmente del fratello dopo la morte del loro padre. Il padre morì di morte violenta, cosicché, Jacquotte, dopo l'omicidio, decise di intraprendere la carriera di pirata, come bucaniera. Ci sono molte leggende e miti sulla sua famiglia, su di lei e le sue gesta.
Si pensa che per sfuggire ai loro persecutori, gli omicidi del padre, fuggirono e lei cercò di dissimularsi architettando la propria morte e travestendosi e vivendo, per alcuni anni, sotto mentite spoglie maschili, nelle file di pirati e bucanieri. Rimessi gli abiti femminili, fu soprannominata Back From the Dead Red (La Rossa ritornata dalla Morte), dal colore dei suoi capelli.
A capo di un gruppo di un centinaio di bucanieri, nel 1656, conquistò una piccola isola caraibica spagnola, instaurando il suo dominio e trasformandola in una Freebooter Republic (Repubblica dei Filibustieri), fornita anche di una piccola flotta. Sette anni dopo, intorno al 1663, attaccata da forze spagnole, colpita da un proiettile, morì nel difenderla.
Sebbene non esista alcuna documentazione ufficiale di alcun figlio, la leggenda narra di una figlia, di nome Dinah Delahaye, anche lei rossa di capelli, che condivideva le avventure della madre, ed alla sua morte seguì le orme materne, divenendo un'abile spadaccina al comando di una piccola flotta di bucanieri.